# Nang Nak
Nang Nak és una pel·lícula tailandesa dirigida per Nonzee Nimibutr, estrenada el 1999. Ha estat doblada al català.

## Argument
Mak marxa a la guerra, deixant darrere seu la seva casa prop del canal Prakanong i la seva estimada esposa Nak, que està embarassada. No obstant això, la guerra de Chiang Toong és sagnant; Mak és greument ferit i perd el seu amic Prig. Escapa per poc a la mort gràcies a les cures de monjos qui l'han recollit, però massa afectat per les seves lesions, està lluny d'assabentar-se que la seva tendra dona acaba de perdre la vida en el part del seu fill. Al seu retorn no obstant això, Mak troba la seva dona i el seu jove fill com si res, tot i que Nak té un comportament de vegades estrany. Alguns dies després del seu retorn, percep el seu amic, Uml, que es va escapolir com espantat i quan aquest va a trobar-lo una mica més tard, és per fer-li comprendre que la seva dona i el seu fill no són més que fantasmes. Mak no pot creure-ho i copeja Uml.

## Repartiment
- Intira Jaroenpura: Nak
- Winai Kraibutr: Mak
- Pramote Suksatit
- Pracha Thawongfia
- Manit Meekaewjaroen

## Al voltant de la pel·lícula
- El film està basat en una vella història de fantasma thai. El realitzador Nimibutr ha visitat temples thai efectuant cerimònies per apaivagar l'ànima de Nang Nak i obtenir la bona fortuna per al film.
- Premis i nominacions 
  - Premi a la millor direcció artística, millor realitzador, millor film, millor so (Eutthana Tusawut), en el Festival de cinema Àsia-Pacífic 1999.
  - Elefant d'or, en el Festival de cinema de Bangkok 1999.
  - Premi Netpac, en el Festival Internacional de Cinema de Rotterdam 2000.
- Crítica. "Recorreguda per un rar hàlit poètic (...) no aconsegueix dissimular el seu espartana pobresa de mitjans, ni una religiositat no ja acendrada, sinó directament sufocant."[3]